# نئون‌ماهی دورنگ
نئون‌ماهی دورنگ (نام علمی: Pictichromis diadema) نام یک گونه از تیره نئون‌ماهیان است.